# Пинг (река)
Пинг (Мепинг, тайск. แม่น้ำปิง) — река на полуострове Индокитай, на северо-западе Таиланда, правый приток крупнейшей реки страны — Чаупхрая.
Своё начало Мепинг берёт в северо-восточной части горного хребта Танентаунджи, на севере Таиланда. В нижнем течении протекает по Менамской низменности. На реке находятся города Чиангмай, Так, Лампхун, Накхонсаван и Кампхэнгпхет. Крупнейший приток (левый) — река Ванг. Выше устья Ванга в 1966 году было построено водохранилище длиной более 100 км, гидроузел Бхумибол с плотиной высотой 154 м и ГЭС мощностью около 500 МВт.
Река наиболее полноводна с апреля по ноябрь — в период муссонных дождей, воды реки используются в ирригационном земледелии (рисоводство).
Площадь бассейна реки — 33 896 км², а с главным притоком — рекой Ванг — 44 688 км². Длина реки 569 км (около 800 км с притоками);
У реки расположен одноимённый национальный парк.

## Галерея

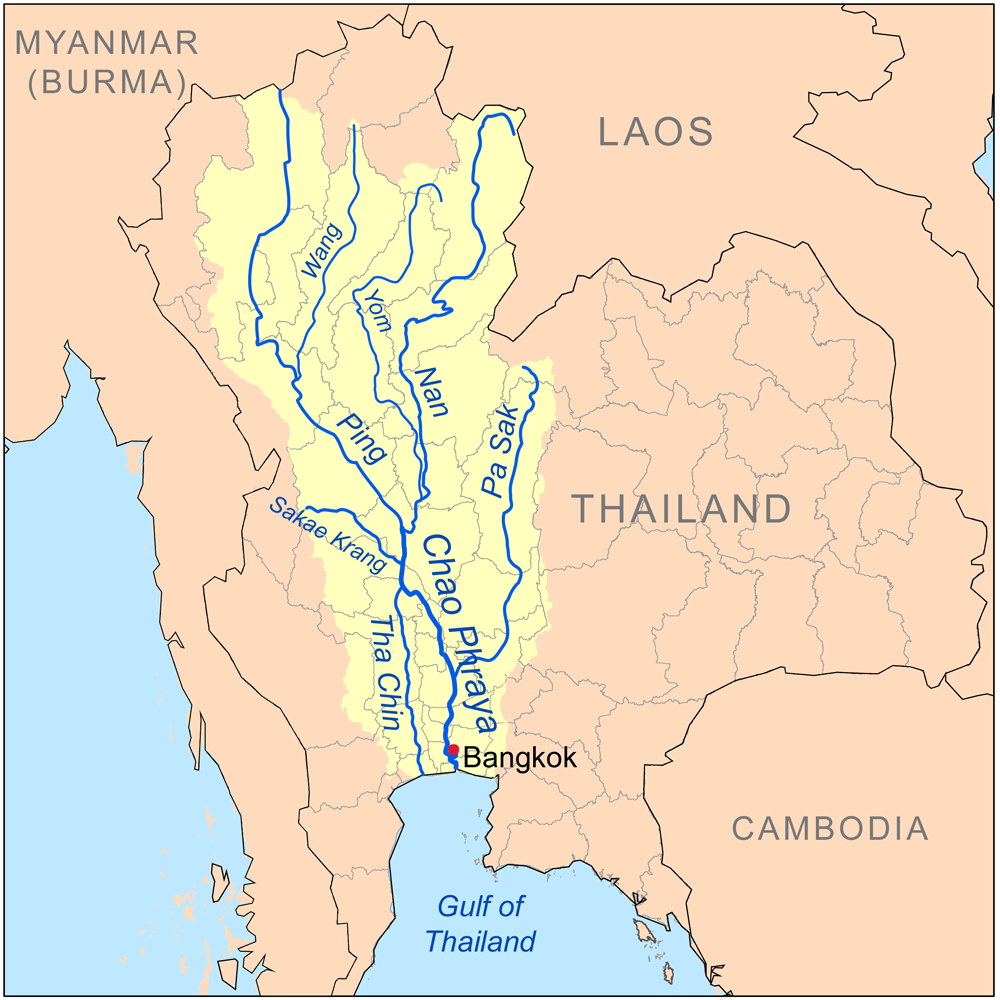
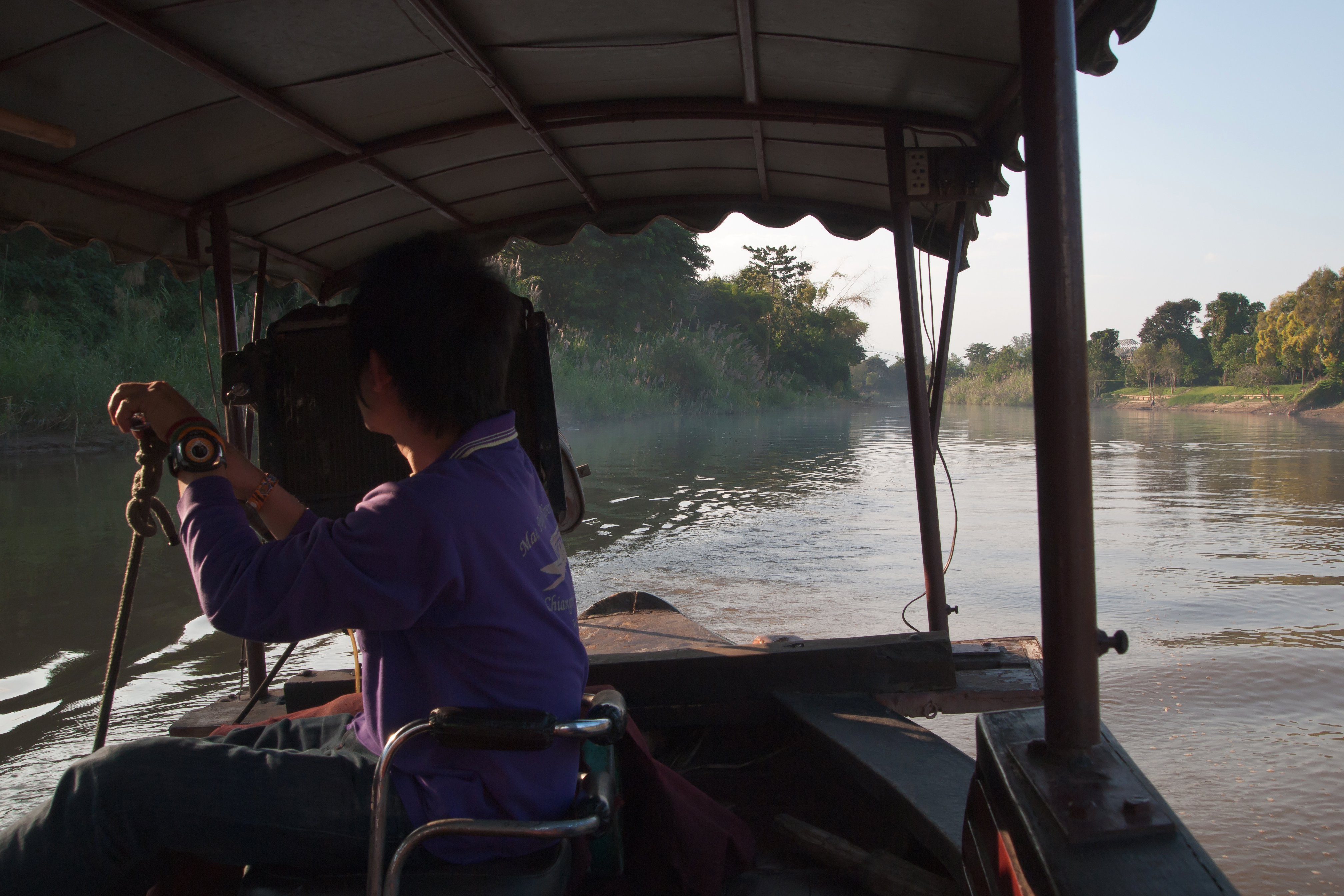
Река Пинг на север от Чиангмая
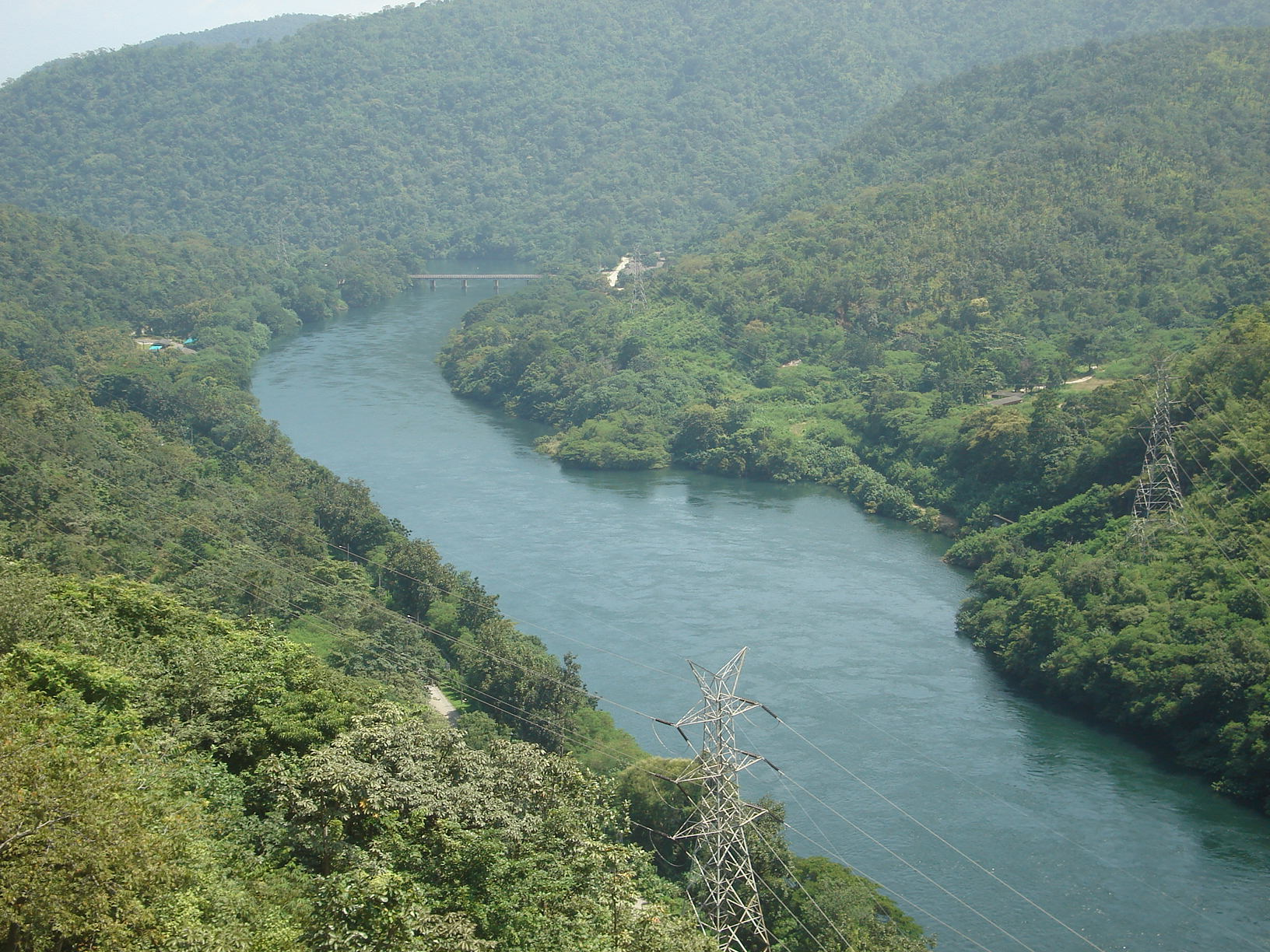
Река ниже гидроузла Бхумибол
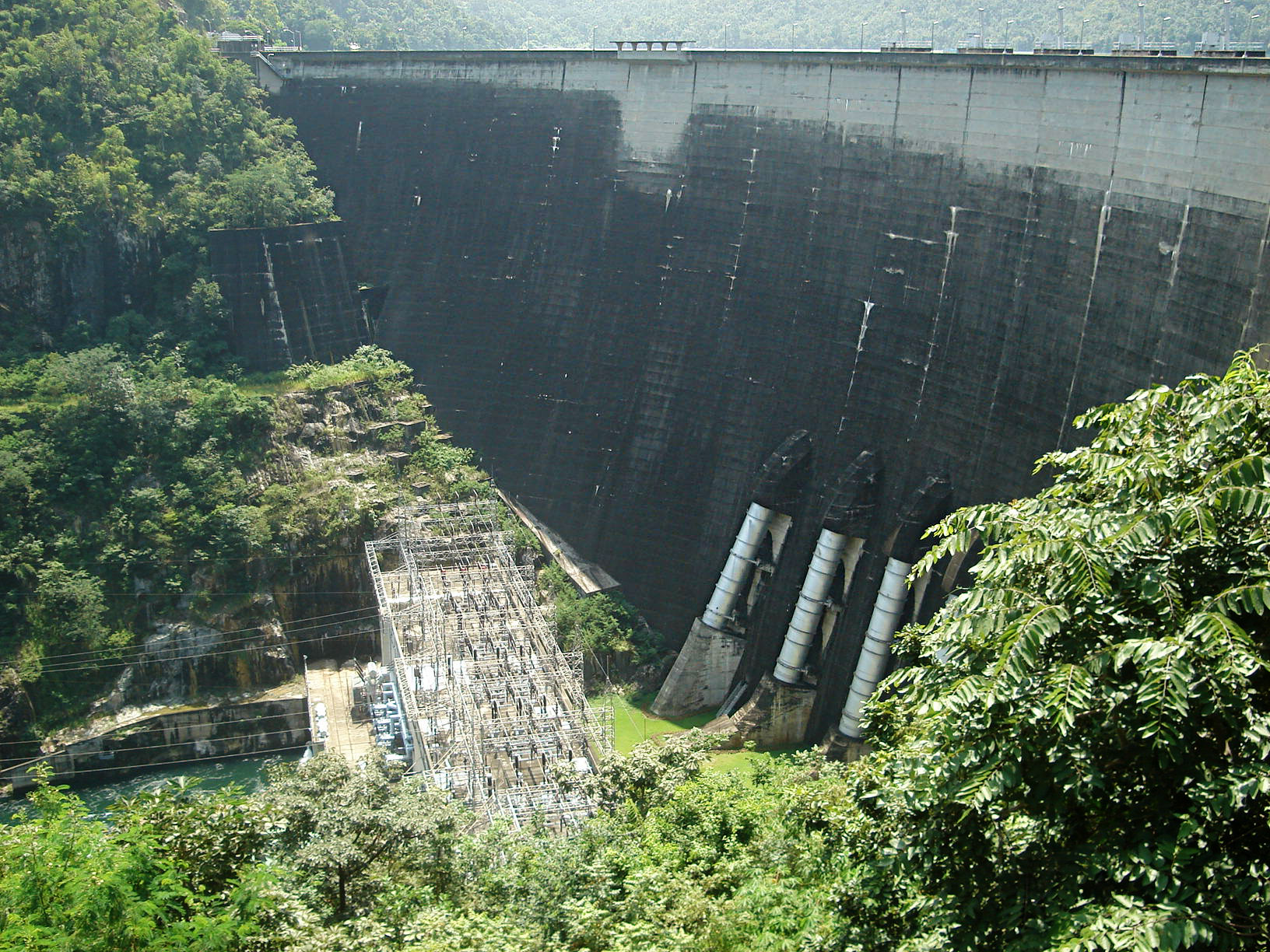
Плотина гидроузла Бхумибол